# Ford Trucks
Ford Trucks est une marque du groupe automobile américain Ford spécialisée dans la construction de camions lourds. Actuellement, la production principale de camions est effectuée par Ford Otosan en Turquie. Le groupe a un certain nombre de filiales étrangères.

## Histoire
L’histoire des camions Ford a commencé en 1908 avec l’introduction de la Ford Model TT, suivie par la Ford Model AA, et le modèle BB. Les pays où les camions Ford sont ou ont été fabriqués sont l’Argentine, l’Australie, le Brésil, le Canada ( y compris la marque Mercury ), la France (Ford France), l’Allemagne (Ford Allemagne), l’Inde, les Pays-Bas, les Philippines, l’Espagne ( y compris la marque Ebro ), la Turquie, le Royaume-Uni ( Ford Royaume-Uni y compris sous les marques Fordson et Thames ) et les États-Unis.

### États-Unis
Ford a fabriqué des camions lourds aux États-Unis jusqu’à la fin de 1996, date à laquelle Ford a vendu les droits de sa division de camions à Freightliner, propriété de Daimler AG. Freightliner a continué à produire des modèles développés par Ford sous le nom de camions Sterling. La liste des modèles de camions lourds produits par Ford pour le marché américain comprend : 
- Ford N-Series (1963—1969)
- Ford L series (1970—1998)
- Ford C series (1957—1990)
- Ford Cargo/CF-Series (1986—1997)
- Ford H-Series (1961—1966)
- Ford W-Series (1966—1977)
- Ford CL-Series (1978—1995)

### Europe
Ford a commencé à fabriquer des camions "Ford of Britain" (Ford Motor Company Limited) au Royaume-Uni en 1917, en commençant par le TT. De 1933 à 1939, les voitures portaient la marque Fordson, puis la marque Fordson Thames jusqu’en 1957, puis seulement la marque Thames jusqu’en 1965. À partir de 1965 le nom de Ford a été restauré. Les modèles de camions lourds britanniques comprennent : 
- Ford Model TT 1 tonne (1917—1927)
- Ford Model AA 30cwt (1928—1932)
- Ford Model BB (1932-)
- Thames/Fordson E83W 10cwt van et pick-up (1938—1957)
- Fordson E04C 5 cwt (1945—1948)
- Fordson E494C 5 cwt (1948—1954)
- Thames/Fordson 300E 5 cwt (1954)
- Thames Trader 30 cwt, 2, 3, 4, 5 et 7 tonnes (1957—1962)
- Thames Trader MkII (1962—1965)
- Ford H (1962-)
- Ford K (Trader renommé) (1965-)
- Ford A series (1973—1983)
- Ford D series
- Ford D800
- Ford D1000 (1967-)
- Ford Transcontinental (1975—1983)
- Ford Cargo (1981—1993)

Certains modèles, comme le Ford Transcontinental, ont également été fabriqués aux Pays-Bas. La division fret de Ford UK a été rachetée et intégrée dans le groupe italien Fiat-Iveco en 1986, ce qui a donné lieu à la création de la coentreprise Iveco-Ford, détenue à 48 % par Ford Motor Company. La production de camions Ford Cargo a cessé pour l'Europe en 1993, et les droits de fabrication du modèle ont été vendus à l’Indien Ashok Leyland. La cabine Cargo de première génération est utilisée sur le modèle Ecomet.

### Turquie
La production de camions Ford en Turquie a commencé dans les années 1960, avec les modèles anglais Thames, puis Thames Trader. Il a été produit par Ford Otosan, un concessionnaire Ford de longue date, qui a ouvert une usine à Istanbul en 1959. En 1965, le camion D1210 et d’autres modèles du marché brittaniques ont été ajoutés à la gamme de produits. En 1979, l’usine d’Inönü a été inaugurée, où la production du modèle Cargo a commencé en 1983. Après l'arrêt de la production de camions Ford en Europe et aux États-Unis, Ford Trucks a été développé par des ingénieurs turcs. En 2000, le Cargo a reçu une cabine à toit surélevé ainsi qu’un moteur Duratorque. En 2003, un nouveau Cargo est apparu, avec une cabine différente et un moteur plus puissant. Avec ce modèle en 2007, Ford Trucks est entré sur le marché russe. En 2009, le modèle a de nouveau été mis à jour, modifiant légèrement la conception de la cabine et du moteur. En 2012, la quatrième génération de Cargo a été introduite, qui a été développée en collaboration avec la division brésilienne de Ford. Les nouvelles caractéristiques comprennent le moteur Iveco Cursor 10 sur les versions principales. En 2016, Ford Trucks a dévoilé son nouveau moteur Ecotorq de 12,7 L. Avec cela, il a été décidé d’abandonner le nom de Cargo pour ses camions. En 2018, à l’IAA Hannover International Fair, Ford Trucks a dévoilé son nouveau modèle - le tracteur F-MAX, qui lors de la même exposition a reçu le titre « International Truck 2019 ». 
La liste des modèles de camions lourds fabriqués en Turquie comprend :
- Ford F600 (1960—1966)
- Ford D750 (1966—1984)
- Ford D1210 (1966—1984)
- Ford Cargo (1985—1998)
- Ford Cargo II (1998—2003)
- Ford Cargo H298 (2003—2012)
- Ford Cargo H476 (2012—2016)
- Ford Cargo H566 (2016 — aujourd'hui)
- Ford Trucks F-MAX (2018 — aujourd'hui)